# Невьянское водохранилище
Невья́нское водохрани́лище (пруд Невьянский) — искусственный водоём на реке Нейве, в районе города Невьянска Свердловской области. Водоём создан как заводской пруд Невьянского завода в 1701 году и является (наряду с Алапаевским водохранилищем) одним из двух старейших водохранилищ области.

## География

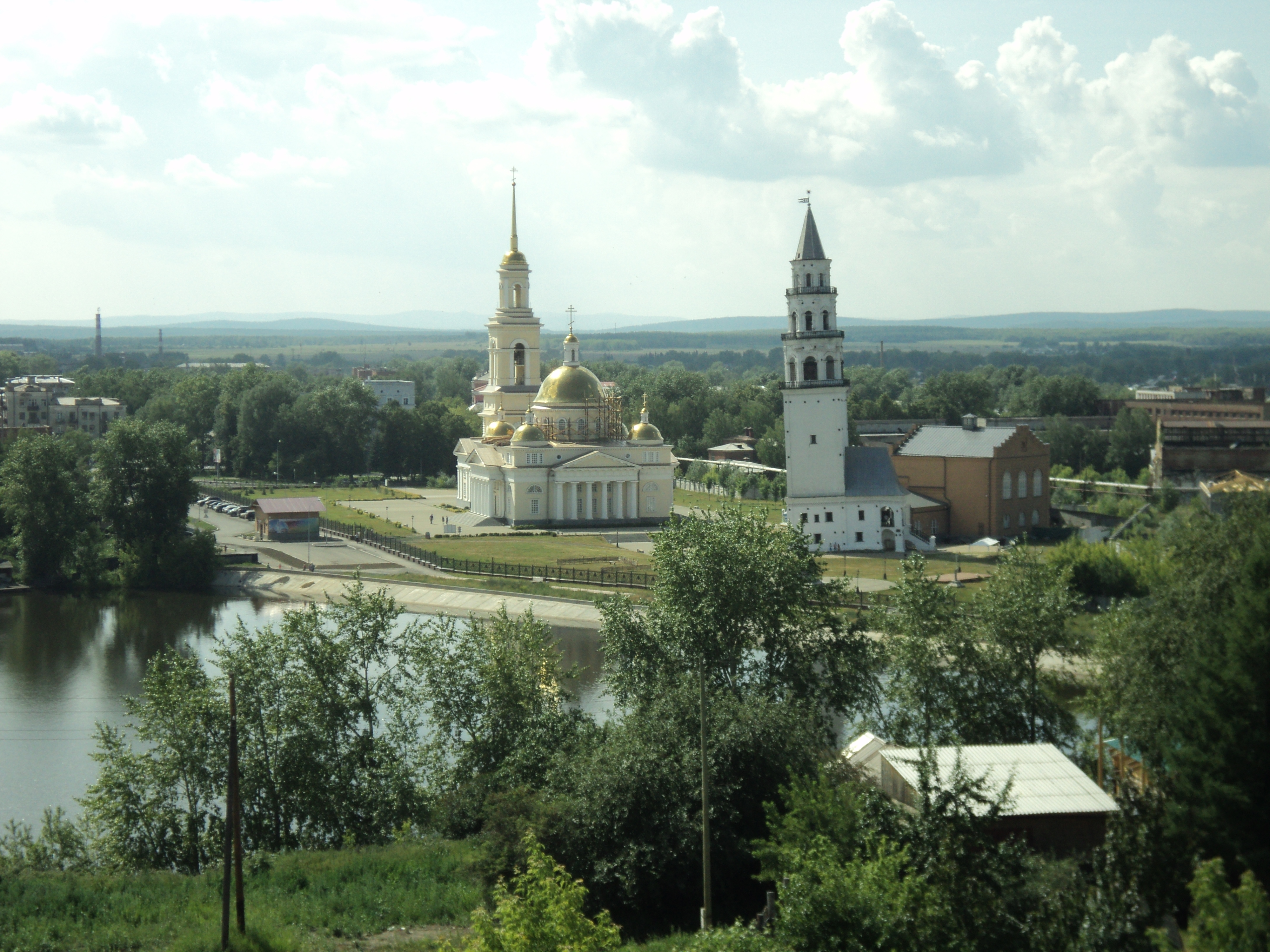
Набережная водохранилища с собором и Невьянской наклонной башней

Плотина Невьянского водохранилища расположена на реке Нейве, в центральной части Невьянска. На правом берегу у плотины — гора Лебяжка, левый в основном пологий. Берега в черте города застроены, в средней части покрыты лесом, имеются участки полей. На берегах водоёма располагаются: г. Невьянск; посёлки: Ребристый, Федьковка и Невьянка. Кроме Нейвы, на которой расположено водохранилище, в него впадают: река Северная Шуралка (слева), образующая залив в верховьях, Поскока (справа) в средней части, а также ряд менее крупных речек и ручьёв.

## Гидрологические характеристики
Плотина Невьянского водохранилища имеет высоту 9 метров, длину 300 метров, ширину 30 метров. Отметка гребня плотины (высота над уровнем моря) — 238,5 метра. Площадь водосбора водохранилища — 803 км². Параметры (при НМУ): объём 25,6 млн м³, площадь 7,65 км², отметка вод 236,6 метров. Длина водохранилища составляет около 12 километров, максимальная ширина — до 2-х километров. Средняя глубина чуть более 3-х метров и лишь возле плотины достигает 10 метров.
Невьянское водохранилище включено в Перечень, устанавливающий индивидуальную разработку правил использования перечисленных в нём водохранилищ. Перечень утверждён «Распоряжением Правительства Российской Федерации от 14 февраля 2009 года № 197-р „Об утверждении перечня водохранилищ, в отношении которых разработка правил использования водохранилищ осуществляется для каждого водохранилища“».

## История
К сооружению Невьянского пруда приступили в марте 1701 года. Река Нейва была перегорожена дерево-земляной плотиной; при сооружении как самой плотины, так и водоотводных труб, использовался традиционный местный строительный материал — лиственница. В плотине было устроено два отверстия — прореза. Так называемый «вешнячий» прорез использовался для спуска воды во время половодья, а рабочий прорез подавал воду к водяным колёсам. Размеры плотины: около 200 метров в длину и до 30 метров в ширину. Завод начал работу, однако в 1703 году плотину прорвало паводком. Восстановить её удалось лишь в 1704 году под руководством плотинного мастера Леонтия Злобина. При этом плотина была расширена и укреплена, а рабочих прорезов устроено два. После прорезов вода отводилась по двум водоводам (так называемые «лари»): один — для обслуживания доменного корпуса, длиной свыше 80 метров, с двумя ответвлениями-колодцами для мехов домны, второй же — для молотовых фабрик, имевший длину 200 метров, с 17-ю колодцами.
В дальнейшем плотина была усовершенствована. Прорезов стало четыре: «один вешняшный, два определены для действия доменной и молотовых, и один для пильной машины … в некоторых местах у прорезов утверждены для большей прочности чугунные стойки». Тело плотины также выложили чугунными «свинками», а возле четырёх прорезов — серым камнем. В начале XIX века, по описанию пермского краеведа Н. С. Попова, Невьянский пруд имел длину 8 с половиной вёрст (свыше 9 км), а ширину около 750 саженей (около 1600 м). Этот облик водохранилище и плотина сохраняли до начала XX века.
Кроме обеспечения работы заводских механизмов, пруд использовался и для судоходства: грузовые коломенки доставляли на завод железную руду, древесный уголь и другие материалы.
В 1969 году плотина прошла полную реконструкцию: шлюзы водосброса стали железобетонными, тело плотины также укреплено бетоном, на нём построили кирпичное четырёхэтажное здание.

## Флора и фауна
Прибрежная растительность представлена осоками и камышом, отмечены также кувшинка белая, занесённая в Красную книгу Свердловской области, и кубышка жёлтая. В водоёме обитают щука, карась, окунь, лещ, чебак. В верховьях гнездятся водоплавающие птицы.

## Охранный статус
В 2001 году Постановлением Правительства Свердловской области от 17.01.2001 г. № 41-ПП «Об установлении категорий, статуса и режима особой охраны особо охраняемых природных территорий областного значения и утверждении перечней особо охраняемых природных территорий, расположенных в Свердловской области» пруду присвоен статус гидрологического памятника природы областного значения. Площадь памятника 850 га. В Паспорте Государственного памятника природы охраняющей организацией определено УМП «Управление жилищно-коммунального хозяйства» города Невьянска. В 2005 году произведены работы по очистке дна водохранилища. Памятником природы объявлены также выходы серпентинитов на восточном берегу водоёма.

## Данные водного реестра
По данным государственного водного реестра России, Невьянское водохранилище относится к Иртышскому бассейновому округу, речному бассейну Иртыша, речному подбассейну Тобола. Водохозяйственный участок — Нейва от истока до Невьянского гидроузла.
Код объекта в государственном водном реестре — 14010501621411200010844.